# MS Morska Wola
MS Morska Wola ex „Rio Negro”, ex „Hindhead”, ex „Consul Horn” – jeden z bliźniaczych polskich drobnicowców, zwodowany w 1925 jako „Consul Horn" w niemieckiej stoczni Friedrich Krupp Germaniawerft AG w Kilonii dla armatora H.C. Horn z Hamburga (drugim był MS Stalowa Wola) polski drobnicowiec. Statek posiadał możliwość zabrania dwunastu pasażerów. W 1934 został kupiony przez firmę brytyjską, gdzie pływał pod nazwą „Hindhead” i w 1936 razem z MS Stalowa Wola zakupiony został przez norweską firmę z Oslo A.S. Sobral, której służył jako „Rio Negro".
Morska Wola została zakupiona w lutym 1939 przez GAL wraz z bliźniaczym MS Stalowa Wola do obsługi towarowej linii południowoamerykańskiej. Nazwana na cześć polskiej osady Morska Wola w Brazylii w stanie Parana, choć pierwotnie miała się nazywać „Bogumin”. Podniesienie polskiej bandery miało miejsce 22 lutego 1939 w Gdyni.
W czerwcu 1940 po klęsce Francji statkowi, dowodzonemu przez kpt. Jana Stankiewicza udało się pomimo trudności wydostać z Tonnay-Charente i udać do Wielkiej Brytanii. Przez kolejne 4 lata niemal bez przerwy statek pływał w konwojach atlantyckich pod dowództwem kpt. Jerzego Mieszkowskiego i kpt. Stanisława Zelwerowicza, przemierzając ocean 40 razy, unikając szczęśliwie licznych ataków, m.in. biorąc udział w konwoju HX-84, gdzie w obronie konwoju zatopiony został przez niemiecki krążownik ciężki Admiral Scheer brytyjski krążownik pomocniczy HMS Jervis Bay.
Po wojnie statek wrócił do kraju w listopadzie 1945. Obsługiwał m.in. linię lewantyńską i południowoamerykańską, jednak z uwagi na zużycie i nieznaczną szybkość zatrudniany był w trampingu. W 1951 przejęty został przez PLO i przekazano go rybołówstwu dalekomorskiemu (przedsiębiorstwo „Dalmor”, potem „Gryf”). Po przebudowie w 1952 MS Morska Wola stała się pierwszym polskim statkiem-bazą rybacką. W pierwszy rejs w nowym charakterze wyruszył 11 sierpnia 1952 i obsługiwał flotylle łowcze na Morzu Północnym. 
Oddana na złom w 4 listopada 1959 r., po wejściu na skalistą mieliznę w Sundzie w grudniu 1958 poważnie uszkadzając kadłub.